# August Förster

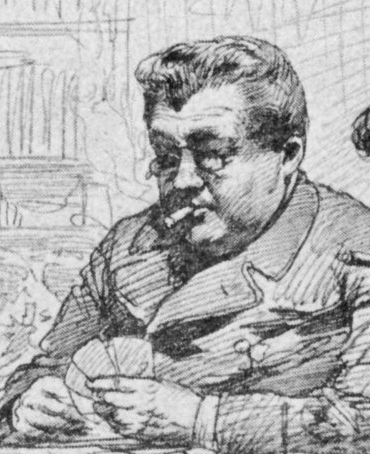
Förster tecknad av Christian Wilhelm Allers.

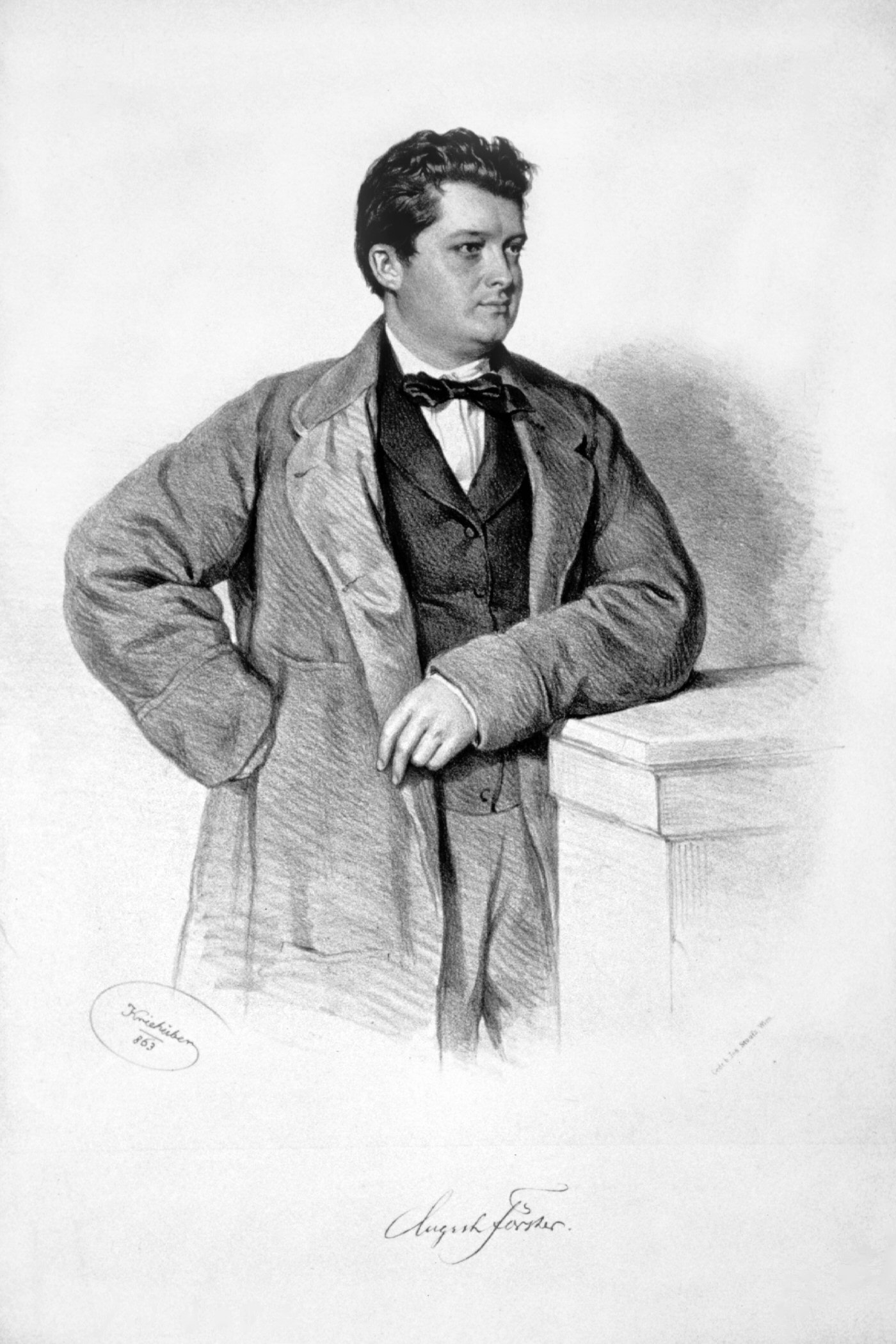
August Förster, 1863

August Förster, född 3 juni 1828, död 22 december 1889, var en tysk skådespelare, regissör och teaterledare.
Förster blev filosofie doktor 1851. 1858-76 var han anställd vid Burgteatern i Wien, från 1860 även som regissör. Förster ledde 1876-82 de förenade stadsteatrarna i Leipzig, och var 1883-888 regissör och vice direktör för Deutsches Theater i Berlin och från 1888 direktör för Burgteatern i Wien. Han var en förträfflig karaktärsskådespelare med intelligens och humor. Bland Försters roller märks Domaren i Zalamea, Nathan den vise och mäster Anton i Friedrich Hebbels pjäs Maria Magdalena. Som regissör, särskilt instruktör, var han en av sin tids främsta på tysk scen.